# L'immensità (film)
Ne doit pas être confondu avec L'immensità (chanson).
Pour plus de détails, voir Fiche technique et Distribution.
L'immensità est un film dramatique franco-italien réalisé par Emanuele Crialese et sorti en 2022.

## Synopsis
Dans la Rome des années 1970, le couple de l'Espagnole Clara et du Sicilien Felice Borghetti emménage dans un nouvel appartement en banlieue avec ses trois enfants. Leur mariage est en crise et Clara se consacre entièrement à ses enfants pour compenser, bien que ses relations avec son aînée, Adriana, deviennent rapidement tendues. Non seulement la jeune fille de 12 ans ressent les tensions dans le couple de ses parents, mais aussi car elle s'affirme comme garçon, se présentant délibérément aux enfants inconnus du voisinage sous le nom d'Andrea, quand la transidentité est bien plus méconnue et stigmatisée. Adriana rejette avec véhémence son nom et son identité de genre.

## Fiche technique
Sauf indication contraire, les informations mentionnées dans cette section peuvent être confirmées par la base de données cinématographiques IMDb,  présente dans la section « Liens externes ».
- Titre français : L'immensità
- Réalisation : Emanuele Crialese
- Scénario : Emanuele Crialese, Francesca Manieri et Vittorio Moroni
- Décors : Alessia Anfuso
- Costumes : Massimo Cantini Parrini
- Photographie : Gergely Pohárnok
- Son : Pierre-Yves Lavoué
- Montage : Clelio Benevento
- Pays de production :  Italie -  France
- Langue originale : italien
- Format : couleur
- Genre : drame
- Durée : 97 minutes
- Dates de sortie :
  - Italie : 4 septembre 2022 (Mostra de Venise 2022) ; 15 septembre 2022 (sortie nationale)
  - France : 21 octobre 2022 (Festival du cinéma méditerranéen de Montpellier 2022) ; 11 janvier 2023 (sortie nationale)

## Distribution
- Penélope Cruz (VF : Sara Martins) : Clara
- Vincenzo Amato (VF : Nicolas Briançon) : Felice
- Luana Giuliani (VF : Kali Boisson) : Adriana « Adri »
- Elena Arvigo : Patrizia
- Maria Chiara Goretti (VF : Inès Vain) : Diana
- Patrizio Francioni (VF : Gaël Raës) : Gino
- Carlo Gallo : Alberto
- Penelope Nieto Conti : Sara
- Laura Nardi : Serena
- Valentina Cenni : Giuseppina
- Alvia Reale (VF : Anne Loiret) : grand-mère Giulia
- Aurora Quattrocchi : la mère de Clara
- Filippo Pucillo : Andrea

## Accueil

### Accueil critique
En France, le site Allociné propose une moyenne de 3,3⁄5, fondée sur 17 critiques de presse.

### Box-office
| Pays ou région | Box-office      | Date d'arrêt du box-office | Nombre de semaines |
| -------------- | --------------- | -------------------------- | ------------------ |
| Italie         | 180 182 entrées | -                          | -                  |
| France         | 206 497 entrées | 7 mars 2023                | 8                  |
| Total mondial  | 2 981 070 $     | -                          | -                  |

## Distinction

### Sélection
- Mostra de Venise 2022 : sélection officielle